# Нижнее Куженга
Нижнее Куженга — озеро на территории Сосновецкого сельского поселения Беломорского района Республики Карелии.

## Общие сведения
Площадь озера — 1,8 км², площадь водосборного бассейна — 207 км². Располагается на высоте 119,7 метров над уровнем моря.
Форма озера продолговатая: оно вытянуто с запада на восток. Берега преимущественно заболоченные.
Через озеро протекает река Куженга, впадающая в озеро Берёзовое. Последнее соединяется короткой протокой с озером Тунгудским, через которое протекает река Тунгуда, впадающая в реку Нижний Выг.
С юго-западной стороны в озеро впадает ручей Аяроя.
Код объекта в государственном водном реестре — 02020001311102000008623.